# Onda smorzata
Un'onda smorzata (Damped Wave, DW, in inglese) è un'onda elettromagnetica la cui ampiezza di oscillazione decresce con il tempo, fino ad arrivare a zero. 
Questo termine si riferisce anche ai primi metodi di trasmissioni radio di trasmettitori a spinterometro o altri tipi di trasmettitori aventi decrementi caratteristici simili ai trasmettitori a scintilla, in cui un'onda portante è accesa e spenta. Ciò è generalmente riferito come una emissione di "Classe B". L'informazione è ritmata e spaziata con ciò con cui il segnale è spedito. Le onde smorzate erano usate in forma di digitazione acceso-spento (On-Off Keying - OOK). Comunque, questi trasmettitori erano molto rumorosi ed emettevano con una larghezza di banda ampia.
È attualmente vietato a livello internazionale l'uso di emissione di onde smorzate. Questo divieto fa parte delle regole dell'Unione Internazionale delle Telecomunicazioni e risale ai tempi in cui i trasmettitori a spinterometro erano usati. Il divieto era motivato dal prevenire l'uso di tecniche di trasmissione inefficienti. Comunque, ironicamente, non c'è più una chiara definizione di emissione di classe B a onde smorzate.

## Storia
In passato furono sfruttate da Guglielmo Marconi per i suoi studi e nella sua company (Marconi company)